# Calotriton
Calotriton är ett släkte av groddjur som ingår i familjen salamandrar.
Dessa salamandrar förekommer i Pyrenéerna i Frankrike, Spanien och Andorra.
Arter enligt Catalogue of Life:
- Calotriton arnoldi
- Calotriton asper